# آنایی
آناهی جووانا پوئنته پورتیا (زادهٔ ۱۴ مه ۱۹۸۳)، معروف به آناهی، خواننده، ترانه‌سرا و بازیگر مکزیکی است. او فعالیت حرفه‌ای خود را در سال ۱۹۸۶ با بازی در مجموعهٔ تلویزیونی چیکییاداس آغاز کرد. پس از ایفای نقش در چندین تله‌نوولای موفق تولیدشده توسط تلوئیسا، از جمله آلوندرا، ویوو پور النا، ال دیاریو د دانیلا و موخرس انگانیاداس، اولین نقش اصلی خود را در سریال «نخستین عشق... هزار بار در ساعت» در سال ۲۰۰۰ به کارگردانی پدرو دامیان ایفا کرد. او همچنین در سال ۲۰۰۳ نیز به جمع بازیگران سریال کلاسه ۴۰۶ پیوست. آناهی در سال ۲۰۰۴ با بازی در سریال ربلده و عضویت در گروه موسیقی آر‌بی‌دی، که دو بار نامزد دریافت جایزه گرمی لاتین شد و بیش از ۱۵ میلیون آلبوم در سراسر جهان فروخت، به شهرت بین‌المللی دست یافت. در سال ۲۰۱۱، او در تله‌نوولای دوس اوگارس بازی کرد که تاکنون آخرین تله‌نوولای او محسوب می‌شود.
در سال ۱۹۹۳، آناهی در سن ۱۰ سالگی اولین آلبوم استودیویی خود را با عنوان آناهی منتشر کرد. در سال ۱۹۹۶، دومین آلبوم او با نام آی اس مانیانا؟ منتشر شد که شامل تک‌آهنگ‌هایی چون «قلب شکلاتی»، «برای دیدن دوباره تو» و «از کنترل خارج» بود. او سپس دو آلبوم دیگر با عناوین لنگر در قلبم و بیبی بلو منتشر کرد. در سال ۲۰۰۹، پنجمین آلبوم او با عنوان می دلریو منتشر شد که ۵۰۰٬۰۰۰ نسخه در سراسر جهان فروخت. این آلبوم در رتبه دوم جدول آلبوم‌های پاپ لاتین بیلبورد و رتبه چهارم جدول آلبوم‌های برتر لاتین بیلبورد قرار گرفت و در برزیل گواهینامه طلایی دریافت کرد. تور جهانی می دلریو اولین تور جهانی او بود. بر اساس گزارش بیلبورد، این تور در سال ۲۰۱۰ هفتمین تور سودآور جهان بود.
ششمین آلبوم استودیویی آناهی با عنوان اینسپرادودر با تک‌آهنگ‌های «رومبا»، «تو هستی» و «فراموشی» همراه بود. تک‌آهنگ «رومبا»، که با همکاری خواننده رگاتون ویسین اجرا شد، در جدول آهنگ‌های استوایی بیلبورد به رتبه اول رسید. این آلبوم در جدول آلبوم‌های پاپ لاتین و آلبوم‌های برتر لاتین بیلبورد جای گرفت و در جدول بیلبورد برزیل به رتبه اول دست یافت؛ آناهی اولین هنرمند مکزیکی بود که به این موفقیت دست یافت. او در طول فعالیت خود به‌عنوان خواننده سولو بیش از پنج میلیون آلبوم در سراسر جهان فروخته است و پرفروش‌ترین عضو گروه آر‌بی‌دی در ایالات متحده محسوب می‌شود. آناهی علاوه بر اسپانیایی، به زبان‌های انگلیسی، پرتغالی و ایتالیایی نیز آواز خوانده است.

## اوایل زندگی
آناهی جووانا پوئنته پورتیا در ۱۴ مه ۱۹۸۳ در مکزیکوسیتی، مکزیک به دنیا آمد. پدر او، انریکه پوئنته، با اصالت اسپانیایی، خواننده‌ای بود که بعدها به تهیه‌کننده تلویزیونی تبدیل شد و مادرش، ماریا دل کنسوئلو «ماریچلو» پورتیا، مکزیکی است. آناهی یک خواهر بزرگ‌تر به نام ماریچلو پوئنته (زادهٔ ۱۹۷۸)، که شخصیت تلویزیونی است، و یک خواهر ناتنی بزرگ‌تر به نام دیانا پوئنته هیدالگو (زادهٔ ۱۹۶۵ در پرو)، از ازدواج قبلی پدرش، دارد.

## زندگی شخصی
آنایی خواننده کاتولیک مکزیکیدر اوایل دهه ۲۰۰۰، با بیماری‌های آنورکسیا نرووسا و بولیمیا دست‌وپنجه نرم کرد. وزن او در پایین‌ترین حالت به حدود ۳۴ کیلوگرم رسید. او در پنج مرکز درمانی مختلف تحت درمان قرار گرفت و از پزشکان و روان‌شناسان سراسر کشور کمک گرفت. در سال ۲۰۰۱، پس از بازگشت از تعطیلات خانوادگی، دچار ضعف شد و به بیمارستان منتقل شد، جایی که قلبش به مدت هشت ثانیه از کار افتاد. او از آن زمان بهبود یافت و به یکی از سخنگویان فعال علیه اختلالات خوردن در مکزیک تبدیل شد. در سال ۲۰۰۸، با حمایت تلوئیسا، آناهی کمپینی علیه آنورکسیا و بولیمیا راه‌اندازی کرد.
در سال ۲۰۰۶، اداره مالیات مکزیک به دلیل تحقیقات در مورد فرار مالیاتی، چهار حساب بانکی آناهی را به‌صورت پیشگیرانه مسدود کرد. در سال ۲۰۰۸، پس از پیگیری موضوع در دادگاه، حساب‌های او، شامل دو حساب در بانامکس و دو حساب در اسکاتیا بانک، آزاد شدند.

در سال ۲۰۰۷، عروسک‌های باربی از آناهی، دولسه ماریا و مایت پرونی بر اساس شخصیت‌هایشان در ربلده منتشر شد. مجله پیپل ان اسپانیول در سال ۲۰۱۰ آناهی را یکی از «۵۰ زیباترین» نامید.

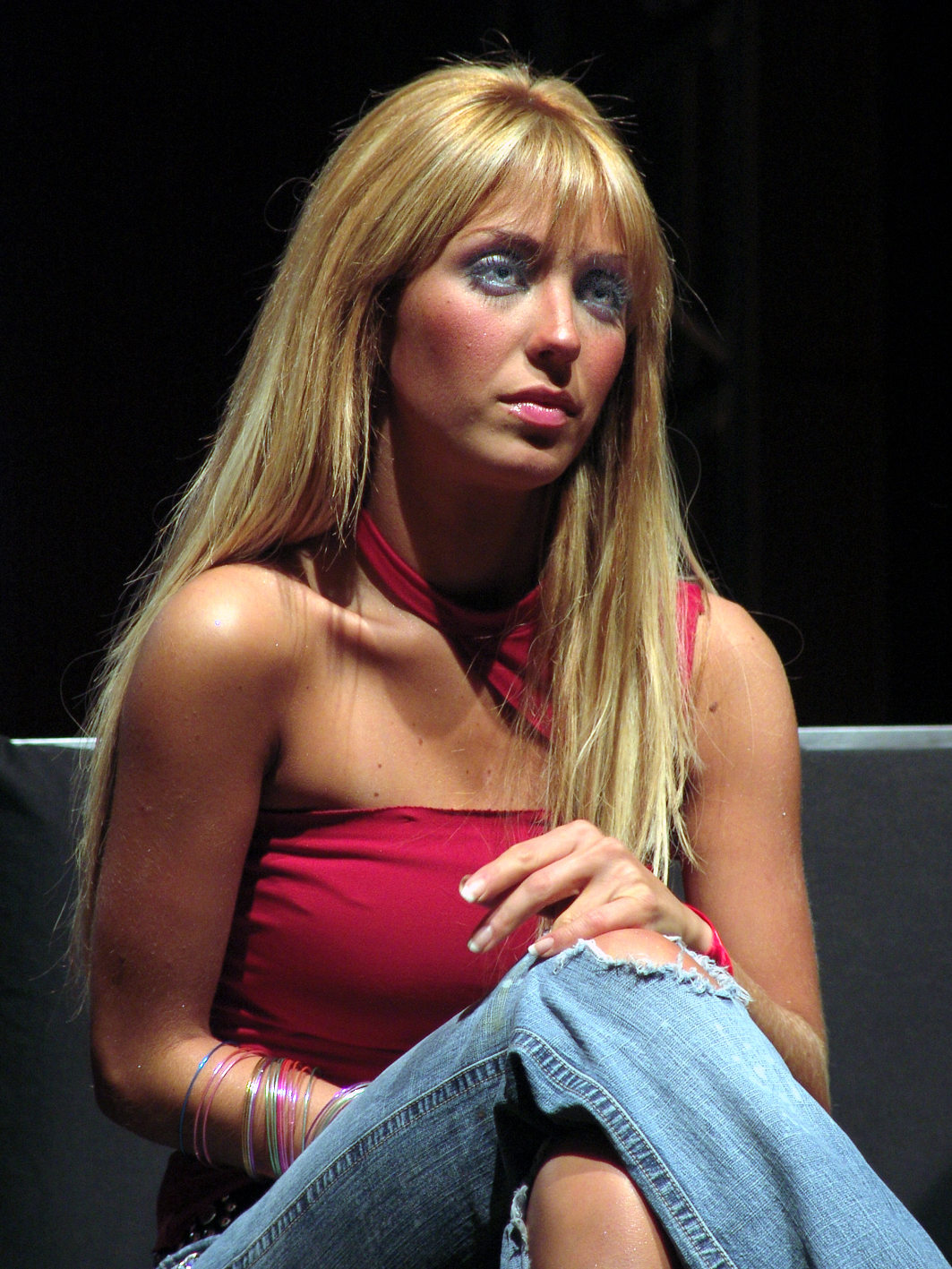
آناهی در سال ۲۰۰۶ در یک کنفرانس مطبوعاتی

در ۱۱ مارس ۲۰۱۱، پزشکان متوجه شدند که مغز آناهی به دلیل انحراف تیغه بینی از درصد زیادی اکسیژن محروم شده است. این مشکل به‌عنوان دلیل اصلی چندین بیماری، از جمله حمله قلبی، شناسایی شد. او تحت عمل جراحی موفقی قرار گرفت.
در ۲۳ مارس ۲۰۱۱، آناهی سخنگوی برند اسنیکرز در آمریکای لاتین شد. کمپین تبلیغاتی این برند جنجال‌برانگیز شد و شورای ملی پیشگیری از تبعیض و مؤسسه ملی زنان این تبلیغ را جنسیت‌زده دانستند و شکایت‌هایی ثبت کردند. آناهی از این کمپین دفاع کرد و گفت که قصد توهین به کسی نبوده است. شرکت افم مکزیک، تولیدکننده اسنیکرز، با ادعاهای جنسیت‌زدگی مخالفت کرد و اعلام کرد که پیش از پخش تبلیغ، نظرسنجی‌ای میان زنان انجام داده‌اند که اکثریت آنها محتوای تبلیغ را تبعیض‌آمیز ندانسته بودند.
در ۱۸ سپتامبر ۲۰۱۱، شبکه نشنال جئوگرافیک مستند «وسواس: بدن‌هایی که فریاد می‌زنند» را پخش کرد که در آمریکای لاتین فیلم‌برداری شده بود و شامل شهادت افرادی بود که از اختلال بدریخت‌انگاری بدن و اختلالات خوردن رنج می‌بردند. آناهی درباره پنج سال مبارزه با آنورکسیا و بهبودی خود صحبت کرد.در ۱۲ اکتبر ۲۰۱۱، آناهی به‌عنوان سفیر جهانی به کمپین «تصور یک میلیارد چهره برای صلح» پروژه غیرخشونت پیوست. این کمپین که چهره‌هایی مانند پل مک‌کارتنی، یوکو اونو و رینگو استار را به‌عنوان سفیر دارد، برای گرامیداشت میراث جان لنون و ترویج صلح و غیرخشونت در جهان فعالیت می‌کند.
در طول بازی‌های المپیک تابستانی ۲۰۱۲ در لندن، آناهی به همراه دیگر سفرای جهانی در رویدادی برای پروژه غیرخشونت که توسط یوکو اونو ارائه شد، اجرا کرد. مجله ماکسیم در سال ۲۰۱۲ آناهی را در فهرست ماکسیم هات ۱۰۰ قرار داد و او را «زیبای مکزیکی» نامید که «یک تهدید سه‌گانه واقعی است: او می‌خواند، بازی می‌کند و توییت‌های خنده‌دار می‌نویسد».
در ۱۶ ژوئیه ۲۰۱۳، خط تولید لاک ناخن آناهی با عنوان بی بای آناهی منتشر شد. این مجموعه شامل ۲۵ رنگ مختلف با نام‌هایی مرتبط با موسیقی او مانند «ربلده»، «دلریو»، «بی‌معنی»، «کلیک»، «هیپنوتیک» و «نجاتم بده» بود.
در آوریل ۲۰۱۲، آناهی رابطه خود را با مانوئل ولاسکو کوئلیو، فرماندار چیاپاس، آغاز کرد. آنها در اکتبر ۲۰۱۴ نامزد شدند و در ۲۵ آوریل ۲۰۱۵ در مراسم مذهبی خصوصی در سان کریستوبال د لاس کاساس ازدواج کردند. آنها دو پسر دارند: مانوئل، متولد ۱۷ ژانویه ۲۰۱۷، و امیلیانو، متولد ۲ فوریه ۲۰۲۰.

## بانوی اول چیاپاس
در ۲۵ آوریل ۲۰۱۵، آناهی با مانوئل ولاسکو کوئلیو، فرماندار چیاپاس که در دسامبر ۲۰۱۲ انتخاب شده بود، ازدواج کرد. اگرچه ازدواج او با فرماندار وقت معمولاً او را مسئول بخش چیاپاس در سیستم ملی برای توسعه جامع خانواده می‌کرد، این جایگاه پیش‌تر در سال ۲۰۱۲ به لتیسیا کوئلیو، مادر فرماندار مجرد وقت، واگذار شده بود.
آناهی به دلیل پوشیدن لباسی به ارزش ۱۲۰٬۰۰۰ پزو مکزیک (۷٬۵۷۲ دلار آمریکا، معادل ۱۰٬۰۴۵ دلار در سال ۲۰۲۴) در جشن‌های فریاد دولورس در چیاپاس در سال ۲۰۱۵، به شدت در شبکه‌های اجتماعی مورد انتقاد قرار گرفت. بسیاری از انتقادها بر این موضوع متمرکز بود که چیاپاس فقیرترین ایالت مکزیک است.

## حرفه بازیگری
آناهی فعالیت حرفه‌ای خود را از دوسالگی با حضور در برنامه تلویزیونی مکزیکی چیکییاداس آغاز کرد. او سپس در چندین فیلم از جمله متولد شده برای مرگ و روزی روزگاری یک ستاره بازی کرد که برای بازی در فیلم دوم، در سال ۱۹۸۹ برنده جایزه آریل برای بهترین بازیگر کودک شد. او همچنین در چندین تله‌نوولا از جمله زن، پرونده‌های زندگی واقعی، ساعت مشخص، ویوو پور النا، تار عنکبوت و دفترچه دانیلا ایفای نقش کرد.
در سال ۲۰۰۱، آناهی نقش جووانا لونا، دختری چهارده‌ساله، را در تله‌نوولای نخستین عشق در کنار کونو بکر، آنا لایوسکا و مائوری시오 ایسلاس ایفا کرد. این سریال با محوریت نوجوانان، در زمان پخش خود یکی از پربیننده‌ترین برنامه‌ها در بازه زمانی خود بود.
در سال ۲۰۰۲، او در سریال کلاسه ۴۰۶ نقش جسیکا را بازی کرد و در این سریال با آلفونسو هررا، دولسه ماریا و کریستین چاوز هم‌بازی شد که بعدها هم‌گروه‌های او در گروه موسیقی آر‌بی‌دی شدند.
آناهی در سال ۲۰۰۴ در سریال ربلده، نسخه مکزیکی سریال موفق آرژانتینی راه ربلده، بازی کرد. پیش از ربلده، او به‌طور اتفاقی در سریال فرشتگان بدون بهشت با فیلیپه کلمبو، ستاره نسخه اصلی راه ربلده، هم‌بازی شده بود. در ربلده، آناهی نقش میا کولوچی، دختری محبوب از خانواده‌ای ثروتمند، را ایفا کرد. این سریال موفقیتی بین‌المللی کسب کرد و با بیش از ۴۴۰ قسمت، از سال ۲۰۰۴ تا ۲۰۰۶ پخش شد.
پس از موفقیت ربلده، در سال ۲۰۰۷، تلوئیسا سریال آر‌بی‌دی: خانواده را منتشر کرد که بازیگران آن اعضای گروه آر‌بی‌دی بودند. این کمدی موقعیت بر اساس زندگی خیالی اعضای آر‌بی‌دی ساخته شده بود و شخصیت‌های آن نه بر اساس نقش‌هایشان در ربلده، بلکه مشابه شخصیت‌های واقعی بازیگران طراحی شده بودند. آر‌بی‌دی: خانواده اولین برنامه مکزیکی بود که کاملاً با کیفیت اچ‌دی فیلم‌برداری شد. این سریال از ۱۴ مارس ۲۰۰۷ تا ۱۳ ژوئن ۲۰۰۷ پخش شد و ۱۳ قسمت داشت.
در فوریه ۲۰۱۱، پس از چهار سال دوری از سریال‌های تلویزیونی، آناهی برای ایفای نقش اصلی در تله‌نوولای دوس اوگارس، نوشته و تهیه‌شده توسط امیلیو لاروسا، انتخاب شد. پس از مذاکرات طولانی، او این نقش را پذیرفت. فیلم‌برداری از ۲۵ آوریل ۲۰۱۱ آغاز شد و در ۱۴ ژانویه ۲۰۱۲ به پایان رسید. این سریال از ۲۷ ژوئن ۲۰۱۱ پخش خود را آغاز کرد و آخرین قسمت آن در ۲۰ ژانویه ۲۰۱۲ به نمایش درآمد.

## حرفه موسیقی
در سال ۱۹۹۳، آناهی در سن ۱۰ سالگی اولین آلبوم خود با نام آناهی را منتشر کرد. این پروژه به‌عنوان یک آلبوم رسمی در نظر گرفته نمی‌شود و هیچ تک‌آهنگی از آن منتشر نشد. او سپس دومین آلبوم خود با عنوان آی اس مانیانا؟ را منتشر کرد که شامل تک‌آهنگ‌هایی چون «قلب شکلاتی»، «برای دیدن دوباره تو» و «از کنترل خارج» بود. آناهی در ادامه دو آلبوم دیگر با عناوین لنگر در قلبم و بیبی بلو منتشر کرد.

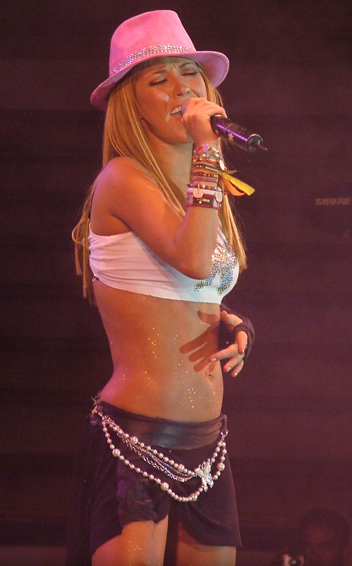
آناهی در حال اجرا در تیخوانا، مکزیک (۲۰۰۹)

موفقیت سریال ربلده منجر به تشکیل گروه آر‌بی‌دی شد. این گروه ۹ آلبوم استودیویی منتشر کرد که شامل آثاری به زبان‌های اسپانیایی، پرتغالی و انگلیسی بود. آر‌بی‌دی بیش از ۲۰ میلیون آلبوم در سراسر جهان فروخت، ۱۷ میلیون دانلود دیجیتال داشت و در آمریکای جنوبی، آمریکای شمالی، آمریکای مرکزی و اروپا تور برگزار کرد.
در سال ۲۰۰۶، پس از موفقیت آر‌بی‌دی، آناهی آلبوم بیبی بلو را با عنوان یک ربلده تنها بازنشر کرد. سال بعد، آلبوم تلفیقی با عنوان پیش از ربلده بودن منتشر شد.
در ۱۵ اوت ۲۰۰۸، آر‌بی‌دی بیانیه‌ای منتشر کرد مبنی بر تصمیم به جدایی. آنها آخرین تور خود با نام تور جهانی خداحافظی را برگزار کردند که در اواخر سال ۲۰۰۸ به پایان رسید. در نوامبر ۲۰۰۸، آناهی و دولسه ماریا با تیزیانو فرو در آهنگ «بزرگ‌ترین هدیه» همکاری کردند.
در آوریل ۲۰۰۹، آناهی وب‌سایت رسمی و صفحه توییتر خود را راه‌اندازی کرد و از اولین آلبوم انفرادی خود پس از جدایی آر‌بی‌دی خبر داد. او اولین تک‌آهنگ انفرادی خود پس از آر‌بی‌دی با عنوان «می دلریو» را در مراسم جوایز جوانی ۲۰۰۹ در میامی، فلوریدا اجرا کرد. این تک‌آهنگ در ۱۸ اوت ۲۰۰۹ برای دانلود دیجیتال منتشر شد. آلبوم می دلریو در ۲۴ نوامبر ۲۰۰۹ منتشر شد و در برزیل گواهینامه طلایی دریافت کرد؛ آناهی پس از تالیا دومین هنرمند مکزیکی بود که به این موفقیت دست یافت.
طبق گزارش بیلبورد، تور جهانی می دلریو در سال ۲۰۱۰ هفتمین تور سودآور جهان بود. آناهی در ۱۰ کنسرت اجرا کرد که بیش از ۳۵٬۰۰۰ نفر در آن شرکت کردند.

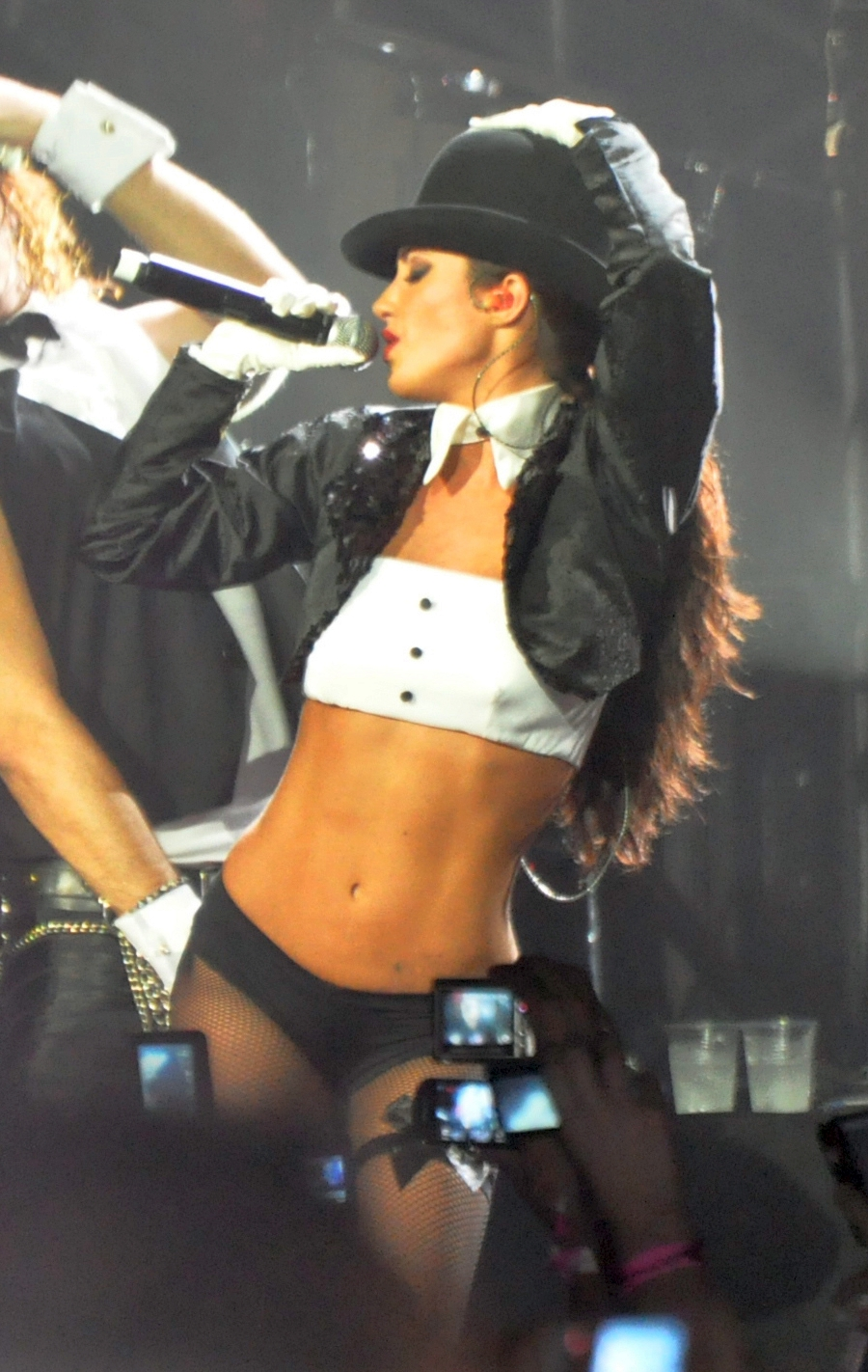
آناهی در تور جهانی می دلریو در ریودوژانیرو، برزیل (۲۰۱۱)

پس از موفقیت می دلریو، آناهی در ۲۳ نوامبر ۲۰۱۰ نسخه لوکس می دلریو را منتشر کرد. این آلبوم شامل تمام آهنگ‌های آلبوم اصلی به علاوه چهار آهنگ اضافی شامل «آلرژیک»، «روح فقیر تو»، «حتی یک کلمه» و «آلف» بود. دو آهنگ اول به‌عنوان تک‌آهنگ منتشر شدند. آلبوم همچنین شامل نامه‌ای از پائولو کوئیلو، نویسنده برزیلی، به آناهی، گالری عکس و پیامی دست‌نویس از آناهی به طرفدارانش بود. آلبوم شامل آهنگی الهام‌گرفته از کتاب آلف کوئیلو بود که تک‌آهنگ سوم «آلرژیک» را دنبال کرد. این آهنگ سه نسخه شناخته‌شده دارد: نسخه آلبوم با اجرای انفرادی آناهی؛ نسخه پرتغالی با همکاری رنه فرناندس، خواننده برزیلی، که در نسخه لوکس برزیلی آلبوم گنجانده شد؛ و نسخه دوئت با نوئل شخریس که در نسخه لوکس کلمبیایی آلبوم و در آمریکا در نسخه ویژه آلرژیک (نسخه طرفداران) – ای‌پی منتشر شد.
در سال ۲۰۱۰، آناهی جایزه انتخاب کودکان مکزیک را اهدا کرد و در سه دسته نامزد شد که در دو دسته بهترین هنرمند و بهترین ظاهر برنده شد. او همچنین تک‌آهنگ «آلرژیک» را اجرا کرد. آلبوم می دلریو در مکزیک در رتبه ۱۴ قرار گرفت و به مدت هفت هفته متوالی در میان ۱۰۰ آلبوم برتر بود. «آلرژیک» به مدت ۱۱ هفته دومین آهنگ پرپخش در مکزیک بود و در آیتونز به رتبه اول رسید.
در سال ۲۰۱۱، آناهی و کریستین چاوز برای اولین بار پس از انحلال آر‌بی‌دی با هم همکاری کردند و آهنگ «آزادی» را ضبط کردند که در ۱۲ آوریل ۲۰۱۱ در آیتونز منتشر شد. این آهنگ در آلبوم کریستین چاوز گنجانده شد. در مه ۲۰۱۱، آناهی به همراه ستارگان پاپ لاتین برایان آمادئوس و آله سرخی برای اجرای موسیقی متن سریال پاپ‌لند! از شبکه ام‌تی‌وی لاتین دعوت شد. این آهنگ با عنوان «کلیک» در ۱۳ سپتامبر ۲۰۱۱ در آیتونز منتشر شد. در ۵ ژوئیه ۲۰۱۱، آناهی تک‌آهنگ جدید «تقسیم‌شده» را منتشر کرد که موسیقی متن سریال دوس اوگارس با بازی خودش بود. او همچنین با کارلوس پونسه موسیقی پایانی سریال با عنوان «تسلیم در عشق تو» را ضبط کرد که در ۲۴ ژوئیه ۲۰۱۱ منتشر شد. در دسامبر ۲۰۱۱، آناهی توسط خوان گابریل، خواننده برجسته مکزیکی، دعوت شد تا در آلبوم دوئت‌های او در آهنگ «با عشق تو» همکاری کند.
آناهی در اواخر سال ۲۰۱۲ آهنگ «بی‌معنی» را منتشر کرد و ویدئوی لیریک آن در ۳۰ ژانویه در یوتیوب منتشر شد. این تک‌آهنگ در ۴ فوریه ۲۰۱۳ برای دانلود دیجیتال عرضه شد. آلبوم جدیدی برای انتشار در سال ۲۰۱۳ اعلام شد اما بعداً لغو شد.
آناهی در ۲۵ مه ۲۰۱۵ بدون تبلیغ قبلی آهنگ «آنها آنجا هستند» را منتشر کرد که متن آن ادای احترامی به طرفدارانش بود. یک ماه بعد، او بازگشت به حرفه موسیقی خود را اعلام کرد و تک‌آهنگ «رومبا» را با همکاری ویسین، رپر پورتوریکویی، منتشر کرد. آلبوم اینسپرادو در سال ۲۰۱۶ منتشر شد.
آناهی و هم‌گروه‌هایش در آر‌بی‌دی برای کنسرتی زنده در ۲۶ دسامبر ۲۰۲۰ دوباره گرد هم آمدند.

## سریال‌های تلویزیونی
| عنوان                                | سال  | نقش                            | یادداشت‌ها               |
| ------------------------------------ | ---- | ------------------------------ | ----------------------- |
| بچه‌بازی‌ها                            | ۱۹۸۶ | متفرقه                         |                         |
| سوپر اونداس                          | ۱۹۸۹ | ماریسول                        |                         |
| ساعت مشخص‌شده                         | ۱۹۸۹ | کریستینا / عروسک               |                         |
| تار عنکبوت                           | ۱۹۸۹ | پتی                            |                         |
| مادران خودخواه                       | ۱۹۹۱ | گابریلا "گابی" کانتو (کودک)    |                         |
| دختران جوان                          | ۱۹۹۱ | بتی اورتیگوزا                  |                         |
| فرشتگان بدون بهشت                    | ۱۹۹۲ | کلودیا سیفوئنتس                | نقش اصلی                |
| پدر مجرد                             | ۱۹۹۲ | ماریا اوخنیا                   |                         |
| آلوندرا                              | ۱۹۹۵ | مارگاریدا لوبلان               |                         |
| تو و من                              | ۱۹۹۶ | ملیسا آلوارز                   |                         |
| زن، موارد زندگی واقعی                | ۱۹۹۶ | آنا                            | نقش مهمان               |
| دختر کوچک شیطان                      | ۱۹۹۷ | سامانتا لوپز کاریو             |                         |
| زنده برای النا                       | ۱۹۹۸ | ناتالیا "تالیتا" کارواخال      | بازیگر اصلی             |
| زنان فریب‌خورده                       | ۱۹۹۸ | جسیکا دوارته                   | بازیگر اصلی             |
| دفتر خاطرات دانیلا                   | ۱۹۹۹ | آدلا مونروی                    | بازیگر اصلی             |
| دیوانگی عشق                          | ۲۰۰۰ | جووانا لونا گوئرا              | حضور مهمان؛ قسمت ۱۱۵    |
| اولین عشق، با سرعت هزار              | ۲۰۰۰ | جووانا لونا گوئرا              |                         |
| ساعت پیک                             | ۲۰۰۰ | خودش                           | مهمان ویژه              |
| کلاس ۴۰۶                             | ۲۰۰۲ | جسیکا ریکلمه درچ               | بازیگر اصلی؛ فصل‌های ۲–۳ |
| یاغی                                 | ۲۰۰۴ | میا کولوچی کاسرس               | نقش اصلی                |
| آر‌بی‌دی: خانواده                      | ۲۰۰۷ | آنی                            | نقش اصلی                |
| لولا، روزی روزگاری                   | ۲۰۰۷ | خودش                           | مهمان ویژه؛ قسمت ۱۳۷    |
| جشنواره بین‌المللی ترانه وینیا دل مار | ۲۰۱۰ | خودش                           | داور / اجراکننده        |
| دو خانه                              | ۲۰۱۱ | آنخلیکا استرادا مخیا بالسترروس | نقش اصلی                |
| بانوان خوش‌شانس                       | ۲۰۱۵ | خودش                           | مهمان ویژه              |
| دراگ‌ترین                             | ۲۰۲۲ | داور مهمان؛ فصل ۵              |                         |
| کیست پشت نقاب؟                       | ۲۰۲۴ | پنلیست                         | فصل ۶                   |

## فیلم‌ها
| عنوان                    | سال  | نقش          |
| ------------------------ | ---- | ------------ |
| یک خالص و دو با نمک      | ۱۹۸۸ | بریتانی      |
| قتل با خونسردی           | ۱۹۸۹ | ویتوریا      |
| روزی روزگاری ستاره‌ای بود | ۱۹۸۹ | ماریا خوانا  |
| متولد برای مرگ           | ۱۹۹۱ | ژولیتا       |
| به من کمک کن رفیق        | ۱۹۹۲ | کارلا        |
| برنده                    | ۱۹۹۲ | ماریانا سانت |
| از من دفاع نکن رفیق      | ۱۹۹۶ | استفانیا     |
| عشق غیرمنتظره            | ۱۹۹۹ | آنا          |
| عصر آبی                  | ۲۰۰۰ | نیکول        |

## آلبوم‌ها
| عنوان                | سال  |
| -------------------- | ---- |
| آناهی                | ۱۹۹۳ |
| امروز فرداست؟        | ۱۹۹۶ |
| در قلبم لنگر انداخته | ۱۹۹۷ |
| آبی کوچولو           | ۲۰۰۰ |
| هذیان من             | ۲۰۰۹ |
| غیرمنتظره            | ۲۰۱۶ |

## تورها
| سال       | عنوان                        |
| --------- | ---------------------------- |
| ۱۹۹۷–۱۹۹۸ | تور در قلبم لنگر انداخته     |
| ۲۰۰۹–۲۰۱۱ | جهان توطئه می‌کند: نمایش کوچک |
| ۲۰۰۹–۲۰۱۱ | تور جهانی هذیان من           |